# Teatre Odeon (Girona)
El Teatre Odeon és un teatre de Girona que va obrir el 1857 al número 6 de la Pujada de Sant Domènec.
Com a que sala regent de la ciutat, al Teatre Odeon se solien representar obres de diversos actes que anaven precedides d’una simfonia i succeïdes per un breu sainet. La premsa del moment deixa constància, per exemple, de la representació de Las querellas del rey sabio de Luis de Eguílaz, seguida de la peça en un acte Los dos inseparables el febrer del 1861. També s’hi van representar òperes com ara Il Trovatore, Norma o Il barbiere di Siviglia l'estiu del 1860, i s’hi celebraven balls de màscares. De la inauguració del Teatre Odeon, el 29 d’octubre del 1857, la premsa en va dir que el local es veia amb «una forma elegant i senzilla».

## Descripció
Molt abans que un teatre, l’Odeon fou una important sala de ball de Girona. Amb el nom de Salón Odeon, acollia actes nostrats de la ciutat, com ara la celebració oficial de la inauguració del pont de Pedra (el 29 de juliol del 1856), així com balls i festes populars. La seva conversió com a teatre va ser motivada pel tancament momentani de la Casa de Comedias o Teatre del Pallol, l’actual Teatre Municipal de Girona, que l’any 1857 havia de ser totalment reconstruït pel seu estat nefast. Fou així que el propietari de la Sala Odeon, Joan Artau, va accedir a acollir l’activitat del Pallol durant els tres anys que tardaren a construir-lo. A partir del 1860, un cop enllestit el nou Pallol, que passaria a dir-se Teatro de la Reina, Artau sostingué l’activitat teatral un any més fins a tornar a la programació de la sala de ball. Des de llavors l’Odeon ha tingut funcions d’allò més diverses, que van des de retenir presoners de Primo de Rivera, entrenar boxejadors o guardar matalassos per a l'exèrcit republicà, o allotjar els tallers de fusteria i de cromats fins al 2019, passant per períodes d’abandonament. Actualment es troba en estat de crític manteniment i en cerca d’un nou ús per part del propietari, Miquel Casals.
La sala, un gran espai diàfan d’uns 400 m2 i uns 10 m d’altura, es troba al mig del Barri Vell de la ciutat, al número 6 de les escales de Sant Domènec. La principal característica del seu emplaçament és que salva notòriament el pendent de les escales, alhora que es confon amb la finca que Joan Artau s'hi va fer construir damunt. Tot plegat forma un gran edifici de cinc plantes amb façana classicista, del qual es desconeix l’arquitecte original. L’Odeon tenia disposició de teatre a la italiana amb dos pisos de llotges que arribaven fins a dins de l'escenari, el qual fou situat sota un gran arc de ferradura excavat sota el carrer perpendicular a les escales. L'edifici se sustentava sobre vint columnes de ferro fos de diverses alçades segons la situació, que es conserven gaire totes i les més altes de les quals fan uns 9 m. Malgrat la mala conservació de l'edifici, en gran part a causa dels dos incendis que ha patit, es conserva també part de les pintures murals del fons de l'escenari, disseny de Joan Tenas executat pel pintor Carles Girbal, i fragments de la policromia de les parets de les llotges i els passadissos.